# Agnès de ci de là Varda
Agnès de ci de là Varda est une mini-série documentaire télévisée réalisée par Agnès Varda et diffusée en 2011.

## Synopsis
La série se compose des chroniques des explorations tous azimuts et continents d'Agnès Varda de 2008 à 2011. À pied, en métro, en voiture, en avion ou en bateau, Agnès Varda capte avec sa caméra tous les frémissements et bouillonnements du quotidien artistique, artisanal, sportif, traditionnel ou festif de l'Europe aux Amériques, passant par Berlin, Nantes, le Portugal, Majorque, Bruxelles, Cologne, Saint-Pétersbourg, Bâle, Paris, Sète, Lyon, Los Angeles et le Mexique.

## Fiche technique
- Titre original : Agnès de ci de là Varda
- Réalisation : Agnès Varda
- Scénario : Agnès Varda
- Photographie : Agnès Varda
- Son : Agnès Varda
- Musique : Laurent Levesque
- Montage : Jean-Baptiste Morin et Johan Boulanger
- Pays d'origine :  France
- Tournage : 
  - Langue : français
  - Période prises de vue : 2008 à 2011
- Sociétés de production : Arte France, Ciné-Tamaris
- Chaîne de diffusion : Arte
- Format : couleur — format 16/9 — stéréo Dolby Digital
- Genre : documentaire
- Durée : 225 minutes (3 h 45 min, 5 épisodes de 45 minutes)
- Diffusion sur Arte :
  - 19 décembre 2011 à 22 h 20, épisode 1
  - 20 décembre 2011 à 22 h 35, épisode 2
  - 21 décembre 2011 à 22 h 00, épisode 3
  - 22 décembre 2011 à 22 h 35, épisode 4
  - 23 décembre 2011 à 22 h 25, épisode 5
- Mention : tous publics

## Vidéo
- Agnès de ci de là Varda de Agnès  Varda, Arte/Ciné-Tamaris, 2011, 2 DVD [présentation en ligne] : français, sous-titres anglais, 225 min

## Sources
- Dossier de presse d'Arte France